# Derok Faturene
Derok Faturene is een bestuurslaag in het regentschap Belu van de provincie Oost-Nusa Tenggara, Indonesië. Derok Faturene telt 1188 inwoners (volkstelling 2010).